# Jacques de Saulx
Jacques de Saulx, comte de Tavannes, né en 1620 et mort le 22 décembre 1683, est un militaire français du XVIIe siècle.

## Biographie
Jacques de Saulx est le fils de Claude de Saulx, comte de Buzançais (Indre), dit le comte de Tavannes († Bayonne, 1638) et de Françoise Brulart. Il est le petit-fils de Guillaume de Saulx ; celui  de Nicolas Ier Brulart, baron de La Borde, premier président au Parlement de Bourgogne.
A la mort de son père, en 1638, il devient bailli de Dijon, par provisions données à Saint-Germain-en-Laye le 2 octobre 1638.
Il suit le Grand Condé dans ses campagnes, devient maréchal de camp le 22 mars 1648, puis lieutenant général des armées du roi le 29 juin 1651.
En 1653, mécontent de partager un commandement avec le prince de Tarente, il prend congé du prince de Condé et se retire sur sa terre du Pailly, près de Langres.
Il écrit ses mémoires, qui sont publiés 8 ans après sa mort à Paris en 1691 sous le titre Mémoires sur la Fronde, de 1650 à 1653.

### Mariage et descendance
Il épouse, le 25 juillet 1644, Louise Henriette Potier, fille de René Potier, duc de Tresmes, pair de France, lieutenant général au gouvernement de Champagne, et de Marguerite de Luxembourg.
Veuve en premières noces d'Emmanuel de Faudoas d'Averton comte de Belin, elle était la petite-fille de Louis Potier, baron de Gesvres, secrétaire du Roi, et de François de Luxembourg, duc de Piney. Dont :
- Charles Marie de Saulx, comte Tavannes, baron de Lux, seigneur du Pailly, lieutenant-général de l'Autunois, de l'Auxois et de l'Auxerrois, mort à Paris le 29 juin 1703, marié en 1683 avec Catherine d'Aguesseau, dame de Lux, morte à Paris le 25 janvier 1729. Dont postérité : ils ont pour fils Nicolas de Saulx Tavannes, archevêque de Rouen, et pour descendant Charles François Casimir de Saulx, 1er duc de Tavannes ;
- Henri de Saulx Tavannes, comte de Saulx, mort à Paris en 1731, marié en 1682 avec Marie de Grimouville, morte à Paris en 1715, veuve de René Potier, seigneur de Blancmesnil, président au Parlement de Paris. Dont postérité éteinte ;
- René de Saulx Tavannes, tué par les turcs au siège de Candie en 1668 ;
- Gaspard de Saulx Tavannes, tué à la bataille de Cassel en 1677 ;
- Jeanne de Saulx Tavannes[2].